# Ostren
Ostren è una frazione del comune di Bulqizë in Albania (prefettura di Dibër).
Fino alla riforma amministrativa del 2015 era comune autonomo, dopo la riforma è stato accorpato, insieme agli ex-comuni di Bulqizë, Gjoricë, Fushë Bulqizë, Martanesh, Shupenzë, Trebisht e Zerqan a costituire la municipalità di Bulqizë.

## Località
Il comune è formato dall'insieme delle seguenti località:
- Ostren i Madh
- Radovesh
- Kojavec
- Lajcan
- Orzhanove
- Okshtun i Madh
- Oreshnje
- Ostren i Vogel
- Okshtun i Vogel
- Tucep
- Lladomerice
- Pasinke
- Terba